# Dieter Michael Grohmann

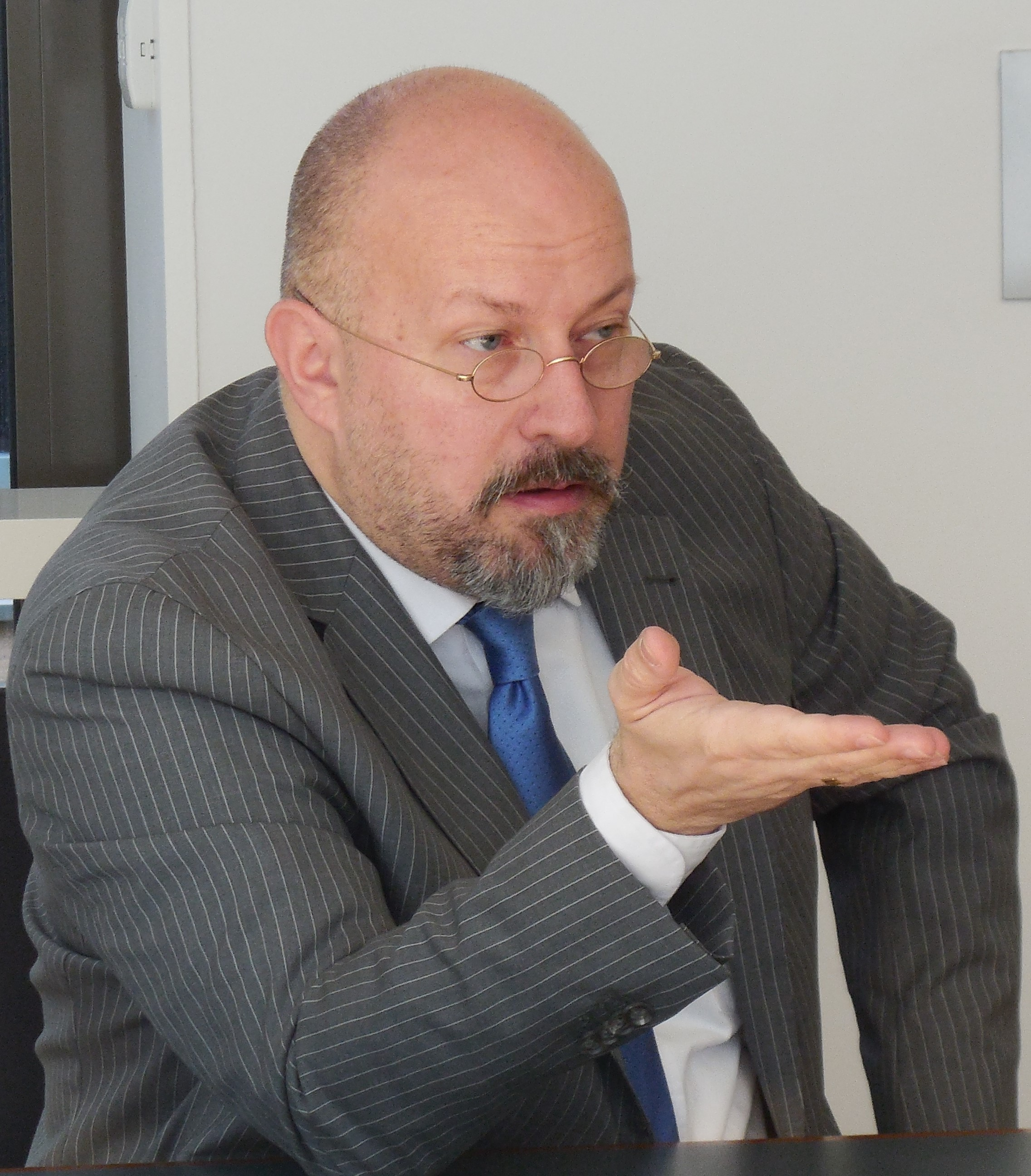
Dieter Grohmann (2015; Foto: Guido Lena)

Dieter Michael Grohmann (* 31. Dezember 1963 in Wien) ist ein österreichischer Medienschaffender, Filmemacher und Medienkünstler. 

## Leben
Dieter Michael Grohmann erwarb 1991 mit der Schrift Form oder Funktion – Rechtsschutz dreidimensionaler Produktgestaltung an der Universität Salzburg den Magister iuris. Ab 1993 arbeitete er in der Wirtschaftskammer Salzburg im Stadtmarketing und als Branchengeschäftsführer. Von 1996 bis 1998 war er Geschäftsführer der ÖVP-Fraktion im Salzburger Landtag, danach unter anderem Branchengeschäftsführer der Fachverbände Unternehmensberatung/IT und Werbung/Marktkommunikation der Wirtschaftskammer Österreich. 1999 schloss er sein postgraduales Studium über NPO- und Verbandsmanagement an der Universität Fribourg ab.  
Im Rahmen seiner Tätigkeiten entwickelte Grohmann etwa den Verband der Austrian Marine Equipment Manufacturers mit einem Lobbykonzept auf nationaler und auf europäischer Ebene. Darüber hinaus unterrichtet er NPO-Management sowie Creativity und Cross-Cultural-Management.
Von 2005 bis 2023 war Grohmann Direktor des Bereichs Medien des EU-Handwerksverbands SMEunited (bis 2017 UEAPME). Parallel zur Tätigkeit bei der Wirtschaftskammer entwickelte Grohmann seine kreative Tätigkeit, die in Werbe-, Image- und Lobbyfilmen für verschiedene europäische Verbände (v. a. UEAPME/SME united) mündete. Dazu absolvierte er unter anderem 2006 die New York Film Academy und studierte bei Walter Wehmeyer.
Für die Europäische Kommission gestaltete er 2009 die Medieninstallation How it feels to be an entrepreneur. Im Rahmen der EU-Ratspräsidentschaft Österreichs 2018 unterstützte er die Kulturaktivitäten seines Heimatlandes. Seit 2010 produzierte Grohmann eine Vielzahl von Kurzspiel- und Dokumentarfilmen, bei denen er Regie führte und meist auch das Drehbuch schrieb. Einige dieser Filme wurden in die offizielle Selektion internationaler Filmfestivals aufgenommen.
Grohmann gewann eine Vielzahl von internationalen Filmpreisen wie u. a. für seinen Film follow me 2016 in Hollywood (USA) den Award für den besten ausländischen Kurzfilm. 2017 wurde sein Kurzfilm "Das Stundenglas" ("The Hourglass")  beim W.I.N.D. International Film Festival in Hollywood ausgezeichnet, im selben Jahr wurden seine Filme in Kooperation mit dem Österreichischen Kulturforum Brüssel im renommierten Brüsseler "Cinéma Vendôme" gezeigt. 2018 lieferte er eine vielbeachtete Kunstinstallation im Rahmen des Österreichischen EU-Ratsvorsitzes 2018.
2018 erhielt sein Film "A Walk in the Park" den Genre Award "Horror" des Austrian Filmfestivals. 2019 folgte für "white dialogue" der Kurzfilmpreis des Independent Talents International Film Festivals. 2020 gewann sein Film "Wadayaze" mehr als 70 internationale Awards, darunter "Best Producer" (European Cinematography Awards) und "Original Story" (Los Angeles Film Awards). 2023 fungierte er als Co-Director des Musicals "Young Frankenstein" in Brüssel.
Seit 2023 ist Grohmann selbstständiger Autorenfilmer sowie Gründer und Geschäftsführer der Kommunikations- & Unternehmensberatung "beyond by DMG".

## Ehrungen und Auszeichnungen
Aus den Händen der Botschafterin in Belgien, Elisabeth Kornfeind, in Vertretung des Bundespräsidenten Alexander Van der Bellen, erhielt er im Oktober 2019 in Brüssel das Ehrenkreuz für Wissenschaft und Kunst.
Er ist Angehöriger des ÖCV, Mitglied der katholischen Studentenverbindungen KaV Norica Wien (seit 1986), KSHV Lodronia Salzburg (seit 1990) und KAV Capitolina Rom (seit 1998). 
Dieter Michael Grohmann ist Komtur des Ritterordens vom Heiligen Grab zu Jerusalem.